# AF Весов
AF Весов (лат. AF Librae) — одиночная переменная звезда в созвездии Весов на расстоянии (вычисленном из значения параллакса) приблизительно 238070 световых лет (около 72993 парсеков) от Солнца. Видимая звёздная величина звезды — от +16m до +14,8m.

## Характеристики
AF Весов — пульсирующая переменная звезда типа RR Лиры (RRAB).